# Mamerthes gangaba
Mamerthes gangaba är en fjärilsart som beskrevs av William Schaus 1913. Mamerthes gangaba ingår i släktet Mamerthes och familjen nattflyn. Inga underarter finns listade i Catalogue of Life.